# Diocesi di Umuahia
La diocesi di Umuahia (in latino: Dioecesis Umuahiana) è una sede della Chiesa cattolica in Nigeria suffraganea dell'arcidiocesi di Owerri. Nel 2022 contava 267.000 battezzati su 1.438.000 abitanti. È retta dal vescovo Michael Kalu Ukpong.

## Territorio
La diocesi comprende sei Local Government Areas dello Stato nigeriano di Abia: Umuahia North, Umuahia South, Ikwuano, Bende, Ohafia e Arochukwu.
Sede vescovile è la città di Umuahia, dove si trova la cattedrale della Gran Madre di Dio.
Il territorio è suddiviso in 72 parrocchie.

## Storia
La diocesi è stata eretta il 23 giugno 1958 con la bolla Sollicite usque di papa Pio XII, ricavandone il territorio dalla diocesi di Owerri (oggi arcidiocesi). Originariamente era suffraganea dell'arcidiocesi di Onitsha.
Il 26 giugno 1961, con la lettera apostolica Mariae regnum, papa Giovanni XXIII ha proclamato la Beata Maria Vergine Madre di Dio (Beata Maria Virgo «Mater Dei») patrona principale della diocesi.
Il 24 gennaio 1981 e il 2 aprile 1990 ha ceduto porzioni del suo territorio a vantaggio dell'erezione rispettivamente delle diocesi di Okigwe e Aba.
Il 26 marzo 1994 è entrata a far parte della provincia ecclesiastica dell'arcidiocesi di Owerri.

## Cronotassi dei vescovi
Si omettono i periodi di sede vacante non superiori ai 2 anni o non storicamente accertati.
- Anthony Gogo Nwedo, C.S.Sp. † (19 febbraio 1959 - 2 aprile 1990 ritirato)
- Lucius Iwejuru Ugorji (2 aprile 1990 - 6 marzo 2022 nominato arcivescovo di Owerri)
- Michael Kalu Ukpong, dal 1º novembre 2022

## Statistiche
La diocesi nel 2022 su una popolazione di 1.438.000 persone contava 267.000 battezzati, corrispondenti al 18,6% del totale.
| anno | popolazione | popolazione | popolazione | presbiteri | presbiteri | presbiteri | presbiteri                | diaconi | religiosi | religiosi | parrocchie |
| anno | battezzati  | totale      | %           | numero     | secolari   | regolari   | battezzati per presbitero | diaconi | uomini    | donne     | parrocchie |
| ---- | ----------- | ----------- | ----------- | ---------- | ---------- | ---------- | ------------------------- | ------- | --------- | --------- | ---------- |
| 1969 | 327.032     | ?           | ?           | 57         | 19         | 38         | 5.737                     |         | 62        | 35        | 27         |
| 1980 | 530.099     | 2.376.000   | 22,3        | 61         | 61         |            | 8.690                     |         | 50        | 72        | 41         |
| 1990 | 319.742     | 1.868.000   | 17,1        | 67         | 57         | 10         | 4.772                     |         | 76        | 79        | 45         |
| 1999 | 110.000     | 884.209     | 12,4        | 105        | 93         | 12         | 1.047                     |         | 16        | 95        | 33         |
| 2000 | 115.000     | 884.209     | 13,0        | 72         | 64         | 8          | 1.597                     |         | 12        | 85        | 33         |
| 2001 | 120.100     | 884.209     | 13,6        | 81         | 71         | 10         | 1.482                     |         | 14        | 147       | 40         |
| 2002 | 122.000     | 884.209     | 13,8        | 83         | 73         | 10         | 1.469                     |         | 14        | 150       | 42         |
| 2003 | 198.861     | 884.209     | 22,5        | 89         | 77         | 12         | 2.234                     |         | 72        | 133       | 44         |
| 2004 | 199.000     | 884.209     | 22,5        | 97         | 84         | 13         | 2.051                     |         | 81        | 145       | 44         |
| 2010 | 220.868     | 1.043.441   | 21,2        | 131        | 121        | 10         | 1.686                     |         | 80        | 136       | 60         |
| 2014 | 220.000     | 1.151.000   | 19,1        | 145        | 125        | 20         | 1.517                     |         | 85        | 150       | 67         |
| 2017 | 241.233     | 1.234.470   | 19,5        | 171        | 151        | 20         | 1.410                     |         | 66        | 151       | 70         |
| 2020 | 251.053     | 1.350.220   | 18,6        | 187        | 167        | 20         | 1.342                     |         | 111       | 161       | 70         |
| 2022 | 267.000     | 1.438.000   | 18,6        | 156        | 131        | 25         | 1.711                     |         | 145       | 163       | 72         |